# Nefropídeos
Os Nefropídeos (Nephropidae; Dana, 1852), ou o seu sinónimo Homaridae são uma família de crustáceos decápodes que inclui os lavagantes e os lagostins marinhos.
São parecidos com as lagostas, mas têm antenas mais curtas e o primeiro par de patas transformado em grandes pinças.